# Glück in Seenot
Glück in Seenot ist eine US-amerikanische Filmkomödie aus dem Jahr 1949 von Michael Curtiz mit Jane Wyman und Dennis Morgan in den Hauptrollen. Der Film wurde von Warner Bros. produziert.

## Handlung
Jennifer Smith leitet eine Verbraucherberatung. Damit ihr Institut die Arbeit fortsetzen kann, wird ihr vom Tyson-Unternehmen finanzielle Unterstützung versprochen. Jennifer möchte dies feiern und fährt mit ihrer Freundin Susan Wayne in deren Strandhaus auf Long Beach. Jennifer unternimmt eine Segeltour und gerät dabei in einen Sturm. Durch einen auftauchenden Untersee-Schlepper wird ihr Segelboot zum Kentern gebracht. Deren Skipper Davey Jones nimmt Jennifer an Bord und fährt Richtung Küste. Jones erzählt ihr, er sei Meeresbiologe, doch sie bemerkt, dass er in dem Fach nicht wirklich etwas weiß. Als der Sturm endet, verabreicht er ihr Schlaftabletten und legt sie an den Strand. Susan hat in der Zwischenzeit die Küstenwache alarmiert, die Jennifer dann auch am Strand auffindet. Als diese jedoch ihre Erlebnisse schildert, wird ihr nicht geglaubt. Jennifer erinnert sich, Fotos gemacht zu haben, doch in der Kamera befindet sich kein Film. Ihr Ruf ist durch die Sache so geschädigt, dass Tyson die Unterstützung zurückzieht. Jennifer schwört sich, Jones zu finden.
Dewey Jones heißt in Wirklichkeit Bill Craig und ist ein U-Boot-Ingenieur, der an einem geheimen Regierungsauftrag arbeitet. Jennifer besucht mit ihrem Verlobten Ralph Whitcomb einen Nachtclub. Dabei bemerkt sie, dass die Sängerin Racquel Riviera die Frau ist, die auf einem Foto in Jones Kajüte zu sehen ist. Sie befragt Racquel, die aber keinen Dewey Jones kennt. Als Bill den Nachtclub betritt, um sich mit Racquel zu treffen, tritt Jennifer an ihn heran und verlangt ihren Film. Bill gibt vor, sie nicht zu kennen.
Jennifer und Ralph folgen Racquel und Bill mit dem Auto. Als Bill und Racquel parken und aussteigen, untersucht Jennifer Bills Auto, wird aber von der Rückkehr des Paares überrascht und versteckt sich im Fond. Jennifer kann den Wagen ungesehen verlassen. Frustriert beauftragt sie den Privatdetektiv Duckworth, den Film zu beschaffen. Bill erkennt, dass er von Duckworth beschattet wird. Er lässt Duckworth und Jennifer in sein Appartement schleichen, die den dortigen Safe öffnen wollen. Bill taucht auf, Duckworth kann entkommen. Bill versucht Jennifer sein Problem zu erklären, ohne Details über den Regierungsauftrag zu enthüllen. Duckworth ist nicht geflohen, sondern hat sich unter dem Bett versteckt und, als Jennifer gegangen ist, stiehlt den Film.
In Susans Strandhaus bekommt Jennifer den Film. Sie kontaktiert Tyson, der jedoch, als er ihre Geschichte hört, Jennifer für geisteskrank hält. Bill versucht unterdessen, wieder an den Film zu kommen. Tatsächlich kann er den Film an sich bringen und will mit Duckworths Auto wegfahren. Duckworth ist Hobbyerfinder und hat als Diebstahlschutz das Lenkrad seines Autos manipuliert, das nun abbricht. Bill kracht in Tysons Auto. Reporter tauchen bei Susan auf, die wissen wollen, ob Bill Jennifers Geschichte bezeugen kann. Jennifer hat sich in Bill verliebt und schweigt, um sein Geheimnis zu wahren. Ralph entlässt sie aus dem Institut, Jennifer und Bill beginnen ein neues Leben.

## Produktion

### Hintergrund
Gedreht wurde der Film vom 8. März bis Ende April 1949 in den Warner-Studios in Burbank.

### Stab
Edward Carrere oblag die künstlerische Leitung. George James Hopkins war für das Szenenbild zuständig, Milo Anderson für die Kostüme. Verantwortliche Spezialeffekttechniker waren Hans F. Koenekamp und Roy Davidson. Eric Stacey arbeitete als Produktionsmanager, Sherry Shourds als Regieassistent und Ellsworth Fredericks als Kameratechniker.

### Besetzung
In kleinen nicht im Abspann erwähnten Nebenrollen traten Frank Cady, Fred Clark, Emil Rameau, Olan Soulé und Craig Stevens auf.

## Synchronisation
| Rolle           | Schauspieler     | Deutscher Synchronsprecher |
| --------------- | ---------------- | -------------------------- |
| Bill Craig      | Dennis Morgan    | Wolfgang Kieling           |
| Susan Wayne     | Eve Arden        | Ingeborg Grunewald         |
| John Tyson      | Robert Douglas   | Thomas Reiner              |
| Ralph Whitcomb  | Allyn Joslyn     | Wolfgang Eichberger        |
| Henry Duckworth | Tom Tully        | Bum Krüger                 |
| Oliver Harker   | William Frawley  | Willy Friedrichs           |
| Davis           | Kenneth Britton  | Horst Sommer               |
| Victor Santell  | Fred Clark       | Harald Wolff               |
| Dr. McKewen     | Charles Meredith | Ernst Schlott              |
| Dr. Newman      | Grandon Rhodes   | Robert Klupp               |
| Danvers         | Craig Stevens    | John Pauls-Harding         |

Anmerkung: Die kursiv geschriebenen Namen sind Rollen und Darsteller, die nicht im Abspann erwähnt wurden.

## Veröffentlichung
Die Premiere des Films fand am 16. Dezember 1949 in New York statt. In der Bundesrepublik Deutschland wurde er am 30. März 1963 im deutschen Fernsehen ausgestrahlt.

## Kritiken
Das Lexikon des internationalen Films schrieb: „Harmlos-witzig und einigermaßen unterhaltsam.“
Die Filmzeitschrift Cinema befand: „Netter Ulk.“
Der Kritiker des TV Guide sah einen Film mit angemessenem Tempo, geschmeidig inszeniert und effizient gespielt.